# Helga y Flora

Helga y Flora (Helga e Flora) é um drama policial e de mistério chileno criado e escrito por Omar Saavedra Santis, produzido por Suricato para o Canal 13. Ele estreou em 25 de abril de 2020. A série se passa nos campos da Patagônia chilena na década de 1930 e atravessa diferentes arcos narrativos no contexto social da época, no qual as mulheres recentemente têm direitos trabalhistas e políticos. A série recebeu CLP$ 485.426.640 dos fundos do Conselho Nacional de Televisão do Chile em 2016. As gravações começaram em 9 de março e foram interrompidas em maio de 2018, devido às condições meteorológicas na região de Magallanes. Eles foram retomados em novembro para culminar na íntegra em 14 de dezembro de 2018.

## Enredo
A história de Helga Gunkel (Amalia Kassai) e Flora Gutiérrez (Catalina Saavedra), as primeiras mulheres da polícia chilena. Ambos são enviados em sua primeira missão: viajar para Kerren, uma fazenda na Ilha Grande da Terra do Fogo, a fim de investigar o roubo de Sigfried, um cavalo de sangue fino pertencente a Don Raymond Gamper (Alejandro Sieveking), um poderoso fazendeiro de origem alemã, dono de tudo e de todos, e sobre quem o governo do Chile suspeita que possa estar ajudando a Alemanha nazista.
No entanto, este evento abre a comporta para um mundo inteiro de mistérios, segredos e histórias cruzadas em uma terra inóspita. Esse simples caso aparente esconde um criminoso que voltou à cidade por vingança, iniciando uma série de outros crimes que as pessoas preferem ignorar, mas para nossos investigadores é transformado em um misterioso quebra-cabeça de intrigas que deve ser resolvido com o risco de perder suas próprias vidas.

## Elenco
- Alejandro Sieveking como Mr. Raymond Gamper, agricultor alemão, fundador da Kerren.[5]
- Catalina Saavedra como Flora Gutiérrez, policía enviada para Kerren.[6]
- Amalia Kassai como Helga Gunkel, jovem pesquisadora enviada para Kerren.[7]
- Hernán Contreras como David Acevedo, jovem prisioneiro.[8]
- Tiago Correa como Zacarías Llancaqueo, sargento.[9]
- Ernesto Meléndez como Ezequiel Ligman, capataz do Kerren.
- Daniela Lhorente como Úrsula Millán, governanta de Gamper.[10]
- Alessandra Guerzoni como Clara, proprietária do "Hotel Ñuble".
- Geraldine Neary como Eduvigis Carimán.
- Giordano Rossi como Gabriel Gamper, Filho do Mr. Gamper.
- Aldo Parodi como Remigio
- Mario Ossandón como Alexander Nestroy, médico pessoal do Mr. Gamper.
- Daniel Antivilo como Atilio, cura de Kerren.
- Juan Carlos Maldonado como Attaché
- Ernesto Gutiérrez como Aliaga, inspector.
- Isidora Loyola como Rosario
- Lisandro Cabascango como Ramón